# Witalij Koriakin
Witalij Walerjewicz Koriakin (ros. Виталий Валерьевич Корякин, ur. 2 grudnia 1983) – rosyjski zapaśnik w stylu wolnym, reprezentant Tadżykistanu, Uzbekistanu i Kirgistanu. Olimpijczyk z Pekinu 2008, gdzie zajął piętnaste miejsce w wadze do 60 kg.
W reprezentacji Kirgistanu zdobył brązowy medal uniwersyteckich MŚ w 2006. W ekipie Uzbekistanu zajął piąte miejsce na mistrzostwach Azji w 2007. Potem startował już dla Tadżykistanu. Jeszcze trzykrotnie wystąpił w mistrzostwach Azji, uzyskując ósme miejsce w 2010 roku. Trzynasty na igrzyskach azjatyckich w 2010 roku.